# 아넬 하지치
아넬 하지치(보스니아어: Anel Hadžić, 1989년 8월 16일 ~ )는 보스니아 헤르체고비나의 전 축구 선수이다.